# کراسنوتورینسک
شهر کراسنوتورینسک (به روسی: Краснотурьинск) در کشور روسیه و در اوبلاست سوردلوفسک واقع شده‌است.